# Masat-1
Masat-1 (Magyar Satellite-1) ist ein Technologieerprobungssatellit mit Cubesat-Architektur, der an der Technischen Universität Budapest gebaut wurde. Nach dem erfolgreichen Start hat der Satellit die zusätzlichen Amateurfunk-Satelliten-Bezeichnungen OSCAR 72 bzw. MO-72 (Magyar OSCAR 72) erhalten. Es handelt sich um den ersten ungarischen Satelliten.

## Projekt
Das Masat-1-Projekt wurde im September 2007 von Studenten und Doktoranden der Technischen Universität Budapest gestartet. Ziel des Projekts ist die Entwicklung und der Bau der grundlegenden Subsysteme für eine Satellitenmission sowie das Sammeln von Erfahrung mit dem dazugehören Projektmanagement, der Logistik, der Testverfahren und dem Arrangieren einer Startgelegenheit in eine Erdumlaufbahn.
Der Satellit selbst dient der Erprobung des Stromversorgungssystems, des Amateurfunk-Transceivers und des Bordcomputers.
Der Satellit hat in seiner Umlaufbahn eine orbitale Lebensdauer von etwa vier Jahren.

## Aufbau
Der Satellit hat eine kubische Aluminiumstruktur und ist auf allen Seiten mit Solarzellen zur Energieversorgung bedeckt. Folgende Systeme befinden sich an Bord:
- ein Bordcomputer
- ein System zur Lagebestimmung und -regelung
- ein Stromversorgungssystem
- ein Kommunikationssystem im Amateurfunkbereich
- eine Kamera mit 640×480 Pixel Bildsensor und einer Auflösung von 1 – 10 km[5]

Der Satellit sendet ein Telemetrie- und Bildsignal mit 100 bzw. 400 mW Sendeleistung auf 437,345 MHz im 70-cm-Band. Sein Rufzeichen ist HA5MASAT. Die vom Satelliten gesendeten Daten sind nicht verschlüsselt. Die Bodenstation sendet verschlüsselte Kommandos im 2-m-Band zum Satelliten.

## Missionsverlauf
Der Satellit wurde am 13. Februar 2012 als Sekundärnutzlast mit einer Vega-Rakete vom Centre Spatial Guyanais gestartet.

## Rezeption
Die ungarische Post widmete 2012 dem Satelliten eine 310-Forint-Briefmarke. Die Briefmarke wurde am 12. April 2012 ausgegeben und zeigt den Satelliten Masat-1 im Erdorbit sowie die ungarische Staatsflagge.